# Udóbnaya
Udóbnaya (del ruso: Удобная) es una stanitsa del raión de Otrádnaya en el krai de Krasnodar del sur de Rusia. Está situada a orillas del río Urup, afluente del Kubán, 21 km al sur de Otrádnaya y 221 al sureste de Krasnodar, la capital del krai. Tenía una población de 5 314 habitantes en 2010
El asentamiento rural de la stanitsa comprende los jútores de Zelenchuk Mostovói, Udobno-Zelenchukski, Chojrak, Stoliarov, Krasnye Gory, Stukanov, Romanchukov, Lazarchuk, y el asentamiento de la central eléctrica Penkozavod.
La localidad cuenta con varias fábricas agroalimentarias, tres escuelas secundarias y dos clínicas.

## Historia
Udóbnaya fue fundada en 1858 por los cosacos de acuerdo a un ukaz imperial con el fin de proteger los confines meridionales del Imperio ruso. El lugar, rodeado de pastos en tierra de chernozem y surcado por varios ríos, era propicio para la agricultura. En 1859 había 267 familias venidas de otras partes de Rusia para colonizar las tierras. Los campesinos cultivaron campos de cereal (trigo, cebada, trigo sarraceno, avena, etc.). Se estableció el 19 regimiento de cosacos del Kubán en la localidad. En 1863 tenía 1 794 habitantes. 
Fue centro administrativo del raión homónimo de 1935 a 1953, año en que el raión fue fusionado con el de Otrádnaya. Fue ocupada por la Wehrmacht de la Alemania nazi el 11 de agosto de 1942 y liberada por el Ejército Rojo de la Unión Soviética el 22 de enero de 1943.

## Demografía
| 2002  | 2010  |
| ----- | ----- |
| 5 449 | 5 314 |

### Composición étnica
De los 5 449 habitantes que tenía en 2002, el 96.1 % era de etnia rusa, el 1.1 % era de etnia ucraniana, el 0.8 % era de etnia armenia, el 0.2 % era de etnia bielorrusa, el 0.2 % era de etnia tártara, el 0.2 % era de etnia georgiana, el 0.1 % era de etnia azerí, el 0.6 % era de etnia alemana, el 0.1 % era de etnia adigué, el 0.1 % era de etnia gitana y el 0.1 % era de etnia griega.

## Lugares de interés
Cabe destacar la Parroquia de la Asunción de la Madre de Dios y la iglesia de la Asunción de la Virgen María.